# Занин, Михаил Романович
Михаи́л Рома́нович За́нин (20 ноября 1915, Волжанчик, Курская губерния — 3 января 1984, Кшенский, Курская область) — наводчик орудия артиллерийского дивизиона 69-й механизированной бригады 9-го механизированного корпуса 3-й гвардейской танковой армии 1-го Украинского фронта, сержант; командир орудия, старший сержант; командир огневого взвода, старшина.

## Биография
Родился 20 ноября 1915 года в селе Волжанчик Советского района Курской области. Окончил 7 классов, а затем — курсы бухгалтеров. Работал бухгалтером на Воронежской кондитерской фабрике.
В Красной Армии в 1937—1940 годах и с июня 1941 года. В боях Великой Отечественной войны с июня 1941 года.
Наводчик орудия артиллерийского дивизиона сержант Михаил 3анин 13-20 ноября 1943 года при отражении контратак противника в районе города Фастов Киевской области Украины прямой наводкой истребил более двадцати вражеских солдат и офицеров. За мужество и отвагу, проявленные в боях, сержант Занин Михаил Романович 22 декабря 1943 года награждён орденом Славы 3-й степени.
Командир орудия старший сержант Михаил 3анин 16-22 июля 1944 года в боях в Золочевском районе Львовской области Украины проявил стойкость и упорство при отражении контратак противника, командуя расчетом, поразил свыше двадцати вражеских солдат, подавил несколько огневых точек, подбил несколько автомобилей. За мужество и отвагу, проявленные в боях, старший сержант Занин Михаил Романович 5 августа 1944 года награждён орденом Славы 2-й степени.
Командир огневого взвода старшина Михаил 3анин 25-26 апреля 1945 года в бою в пригородах столицы вражеской Германии — города Берлина Митерфельд и Штеглиц вместе с бойцами пробивал путь нашей пехоте и танкам, метким огнём уничтожил пять огневых точек и до десяти солдат, взял в плен свыше десяти солдат и офицеров противника.
Указом Президиума Верховного Совета СССР от 27 июня 1945 года за образцовое выполнение заданий командования в боях с немецко-вражескими захватчиками старшина Занин Михаил Романович награждён орденом Славы 1-й степени, став полным кавалером ордена Славы.
В 1946 году М. Р. Занин демобилизован из Вооруженных Сил СССР. Работал бухгалтером в откормочном совхозе в поселке городского типа Кшенский Курской области. Скончался 3 января 1984 года.
Награждён орденами Славы 1-й, 2-й и 3-й степени, медалями.